# エッジ・オブ・セブンティーン (映画)
『エッジ・オブ・セブンティーン』（Edge of Seventeen）はティーンエイジャーの同性愛への目覚めとカミングアウトを題材とした、1998年公開のアメリカ合衆国のロマンティック・コメディ映画。監督、デイヴィッド・モートン。主演、クリス・スタッフォード。共演、ティナ・ホームズ、アンダーセン・ガブリッチほか。

## あらすじ
舞台は1984年、オハイオ州サンダスキー。17歳のエリック・ハンター（スタッフォード）はポップ・ミュージックをこよなく愛するイケメン高校生で、特にユーリズミックスのアニー・レノックスを崇拝している。大親友のマギー（ホームズ）とは恋人未満の関係が続いていた。夏休みマギーと一緒に参加したシダーポイントでのアルバイト。そこで出会ったのはレズビアンの店長アンジー（リア・デラリア）とゲイの大学生ロッド（ガブリッチ）だった。バイト仲間たちはすぐさま意気投合しプライベートでも遊び仲間になった。少しでもエリックとの距離を縮め、身も心も結ばれたいと願うマギーだったが、肝心な話になるとエリックにはぐらかされてしまう。エリックは日を追うごとにマギーではなくロッドに惹かれていく自分に気づいたのだった。やがてお互いの気持ちを抑えきれなくなった二人は一夜を共にした。
ロッドはすぐにオハイオ州立大学に帰ってしまったが、その夜を境にエリックの心境に変化が訪れた。派手な髪型に変えてブロンドに染めたり、メイクをしたり、ファッションもより中性的なコーディネートを好むようになった。ある日エリックは母親ボニー（ステファニー・マクヴェイ）がシネコンで働き始めたことを知らされショックを受ける。将来ニューヨークで音楽の勉強をしたいというエリックの夢を叶えるためだった。
正装してマギーと出かけたパーティーで友人からゲイ差別的な侮辱を受けたエリックは、いたたまれなくなりマギーを残してその場を逃げ出してしまった。エリックが向かったのは地元の同性愛者の溜まり場であるバー「ユニバーサル」だった。エリックを見つけて大喜びのアンジーが仲間たちに紹介してくれた。ダンスフロアで見染められた男に欲情したエリックは、駐車場で彼の車に連れ込まれ初めてのリムを経験した。今後も関係を続けたいエリックの想いをよそに、行為が終わると男はそそくさと立ち去ってしまった。興奮と寂しさからエリックはロッドに電話し愛を打ち明けるが、元の彼氏とよりを戻したロッドから今後の電話を断られてしまった。
意を決してマギーの家に向かったエリックはゲイであることを打ち明けた。ロッドとの仲を薄々感づいていたマギーは余り驚かなかった。深い悲しみにもかかわらずエリックを気遣い、親友として彼に理解を示した。エリックはアンジーやゲイ仲間たちとの安息を求めてユニバーサルに足しげく通うようになった。ある日ユニバーサルでマギーと待ち合わせ中のエリックは、ユーリズミックスのTシャツを着た大学生ジョナサンと出会う。二人が寄り添って踊る中訪れたマギーは、アンジーの友達からファグ・ハグとからかわれたばかりか、エリックとジョナサンのキスを目の当たりにして店を飛び出してしまう。エリックは慌てて呼び止めたが、取り乱したマギーが戻ることはなかった。
店に戻るとジョナサンの姿はなかった。エリックは彼に会うためオハイオ州立大学の寮を目指した。しかしファーストネームだけが手掛かりでは見つけることができず、諦めたエリックは代わりにロッドの部屋を訪れる。ロッドはエリックを招き入れると、ルームメイトが眠るすぐそばでエリックにたっぷりアナルセックスの手ほどきをした。朝帰りしたエリックを待っていたボニーは彼を詰問する。最近の行動や佇まいの変化からゲイであることを疑い、近所でも専らの噂となっていたためだ。ボニーを謗るとエリックは踵を返しアンジーのもとを訪ねた。アンジーはエリックに、難しいことだがいつかは本当の自分を受け入れなければならないと諭した。
関係修復のためマギーと会ったエリックは彼女を説得した。男はセックスの対象としか考えていない、自分の心は常にマギーに捧げ本気で愛している、そしてニューヨークで一緒に暮らして欲しいと訴えた。まだエリックを愛していたマギーはその言葉を信じ、彼のベッドで二人は遂に結ばれた。翌朝満ち足りた気分で目覚めたマギーとは対照的に、浮かない顔のエリックは何も語らずただマギーに謝り続けた。いくら心を偽ってもマギーを友達以上には愛せないと悟ったのだった。酷い仕打ちにショックを受けマギーが飛び出したのも束の間、残されたエリックにボニーはユニバーサルのマッチを突き付ける。偶然エリックのコートから落ちたのをボニーが発見していたのだった。ユニバーサルに行ったことを否定するのが精一杯のエリックは涙ながらに家を飛び出した。頭を冷やしたエリックが戻ると、ボニーは一人寂しくピアノを弾いていた。エリックは自分がゲイであるとカミングアウトした。既に察していたボニーはエリックを優しく抱きしめた。今後にまだ一抹の不安を抱くボニーだったが、エリックは肩の荷が下りた気分だった。あんなことがあっただけに、マギーとは完全に終わってしまった。吹っ切れた様子でユニバーサルを訪れると、ステージのアンジーが「友人」エリックに捧げるナンバーを歌い始めた。仲間たちが優しくエリックを迎え、そこにジョナサンも加わった。二人はしばらく見つめ合い、そして仲間たち皆と共に笑顔でアンジーの歌に聞き入った。

## キャスト
- クリス・スタッフォード（英語版） - エリック・ハンター
- ティナ・ホームズ（英語版） - マギー
- アンダーセン・ガブリッチ（英語版） - ロッド
- ステファニー・マクヴェイ - ボニー・ハンター
- リア・デラリア（英語版） - アンジー
- トニー・マイエッタ - グレッグ
- バービー・マリー - フリーダ
- ジョン・エビー - パパ
- ジェフ・フライヤー - ジョナサン
- ジェイソン・グリフィス（英語版） (クレジットなし) - パーティーにいた友人

## 制作
オハイオ州立大学のシーンはオーバリン大学でも撮影された。撮影のほとんどは舞台となったオハイオ州のサンダスキーで行われた。脚本のトッド・スティーヴンスはアミューズメントパークのシーンが撮影されたシダーポイントで高校時代アルバイトをしていた。

## リリース
1999年6月の限定公開に先立ち、1998年6月のニューヨーク・レズビアン・ゲイ・バイセクシャル・トランスジェンダー映画祭と1999年1月のサンダンス映画祭でプレミア公開された。

## 評価
Rotten Tomatoesにおけるエッジ・オブ・セブンティーンの評価は16レビューで平均点が10点中6.22点、75パーセントが肯定的である。
ニューヨーク・タイムズのスティーヴン・ホールデンは「ティーンエイジャーのカミングアウト映画として、エッジ・オブ・セブンティーンほど思春期の激しい性の不安定と欲望を鮮烈に描き出した作品はない」と評した。

## 受賞歴
1998年 アウトフェスト
- 観客賞受賞
  - 傑出した長編劇映画 (デイヴィッド・モートン)
- 審査員賞受賞
  - 傑出したアメリカの長編劇映画 (デイヴィッド・モートン)
  - 傑出した脚本 (トッド・スティーヴンス（英語版）)

1998年 フレームライン映画祭
- 観客賞受賞
  - 最優秀映画 (デイヴィッド・モートン)

## サウンドトラック
1. ライト・バイ・ユア・サイド（英語版） – ユーリズミックス
2. スモールタウン・ボーイ（英語版） – ブロンスキ・ビート
3. Wishing (If I Had a Photograph of You)（英語版） – フロック・オブ・シーガルズ
4. Obsession（英語版） – アニモーション（英語版）
5. The Politics of Dancing（英語版） – リフレックス（英語版）
6. ラヴ・プラス・ワン（英語版） – ヘアカット100
7. 失われた未来（英語版） – ミッシング・パーソンズ
8. ソー・メニー・メン、ソー・リトル・タイム（英語版） – ミケール・ブラウン
9. ハイ・エナジー（英語版） – イヴリン・トーマス（英語版）
10. ミッキー – トニー・バジル
11. ホワイ？（英語版） – ブロンスキ・ビート
12. Modern Love Is Automatic（英語版） – フロック・オブ・シーガルズ
13. イン・ザ・ネーム・オブ・ラブ（英語版） – トンプソン・ツインズ
14. You're My World（英語版） – シラ・ブラック
15. ブルー・スカイ – リア・デラリア（英語版）

## 影響
- 脚本のトッド・スティーヴンス（英語版）が監督した映画『Another Gay Sequel: Gays Gone Wild!（英語版）』にドラッグ漬けになったロッドが登場する。